# 岳阳文庙
岳阳文庙，又名岳州文庙、岳州学宫，位于湖南省岳阳市翰林街（又称郭亮街）学道岭岳阳市第二中学内部。文庙于北宋年间修建，民国初期开始举办新学堂，1983年被列为湖南省重点文物保护单位。2001年6月，被国务院批准为全国重点文物保护单位。

## 历史
文庙也叫孔庙，是古代祭祠孔子的地方，同时也是郡学所在地。岳阳文庙建于北宋仁宗庆历六年（1046年），由巴陵郡守滕子京修建，即其重修岳阳楼后的第二年所建，由尹洙作《岳州学宫记》。文庙中原有泮池、状元桥、回廊、大成殿，为当年“百废俱兴”的壮举之一。明弘治元年（公元1488年）的大修时，在天花板上绘有一幅“盘龙戏凤”，今天还可依稀辨识。清代康熙十二年（1673年），大成殿毁于战乱。同治十一年（公元1872年），岳阳文庙进行了一次大修，现存的大成殿即是在此次大修中修建的。而在北宋治平至清同治年间这800多年间，岳阳文庙先后修葺和扩建了30多次，同治大修前的文庙内只剩下了东西庑房、大成门、棂星门、泮池、状元桥等。民国初年，在文庙举办新式学堂，也就是今岳阳市第二中学的前身。1983年岳阳文庙被辟为湖南省重点文物保护单位，文化部门对文庙大成殿在文革中遭到破坏的部位做了一次小型维修。1990年岳阳市人民政府又拨款，对大成殿落架等进行了大修。1994年11月曾在岳阳文庙召开了“国际儒家文化与当代世界文化走向”学术讨论会。2001年6月，岳阳文庙被国务院列为全国重点文物保护单位。2004年，文庙内部进行了局部维修。2016年8月18日，岳阳市政府岳阳文庙修缮工程正式启动。

## 结构布局
岳阳文庙曾经规模宏大，据清光绪《巴陵县志》记载，文庙正中为大殿，殿旁为东西两庑房，殿后为崇圣祠，祠东为明伦堂，殿前为大成门，门左为名宦祠，右为乡贤祠。外为棂星门，门外为泮池，池旁有井，专供祭祀孔子时沐浴盥洗之用。泮池呈半月形，上面架有石桥，名为“状元桥”，行人至此，武宫下马，文官下轿。殿外围有红墙，两边分别书写有“德配天地”、“道观古今”。
目前，岳阳文庙仅存大成殿、大成门、东西厢房、乡贤祠、名宦祠、泮池、状元桥及棂星门等主体建筑，大多为清同治十一年（1872年）所建，古建筑群占地面积约8000平方米，建筑面积1732.8平方米。大成殿坐北朝南略偏西，砖木结构，为重檐歇山式风格。面阔五间，宽28.17米，进深19.74米，殿高16米，占地548.5平方米，殿内有18根金柱，外有23根石柱。梁柱大部分为宋代构件，殿上檐是“一斗三升”斗拱，下檐出抱头梁，翘首饰凤，顶盖黄色琉璃瓦，脊饰二龙戏珠，殿内的楠木金柱、莲瓣纹石柱础及栿枋均为宋代遗构，在湖南地区的古建筑中具有较强代表性。现存的木柱、木墩、石柱座为宋代构件，梢间部分明代有所改动，天花板上穿逗式梁架及前廊部分，是清代同治年间修建。

## 保护
岳阳文庙所处的街道翰林街因为清朝岳阳籍翰林学士曾在此居住得名，街北原为富人大户住宅。1920年代，中共湘鄂赣特委书记郭亮曾在此居住。中华人民共和国成立后，为纪念郭亮，翰林街被改名郭亮街。2003年以来，岳阳市着手岳阳文庙特色文化景区策划与调研，规划以保护和弘扬翰林街历史文化为主题，拟计划将翰林街建成仿古特色的湘北古文化街，但后来由于诸多原因，这个规划被调整了。岳阳市将包括翰林街在内的近11万平方米土地整体规划开发，全部交由保利集团开发建设，建设内容包括翰林街和文庙的扩建修复等。现今，文庙周边已经建起了众多现代化高层建筑，文庙院内破损严重，三合土地面破损严重，甬路铺地石凌乱、破损严重。周边地面杂草生长，建筑废旧、残损砖瓦堆积，较多后来新建的仿古围墙有的已失去原本的使用功能。2016年8月18日，岳阳文庙启动修缮工程，整个修缮工程包括大成门、乡贤祠、名宦祠、东庑房、西庑房、大成殿六处文物建筑本体修缮及文物院落环境整治，修缮施工阶段工期约为240天。工程完工后，还将对岳阳文庙外部环境进行改造，包括修建文庙门头、游客停车坪等。